# جويل تومسون (لاعب دوري الرغبي)
جويل تومسون (بالإنجليزية: Joel Thompson)‏ هو لاعب دوري الرغبي أسترالي، ولد في 24 أغسطس 1988 في محافظة إيفانو في أستراليا.